# Объединённые демократы
Объединённые демократы (греч. Ενωμένοι Δημοκράτες, ΕΔΙ) — политическая партия на Кипре, придерживающаяся либеральной ориентации. 
Партия была основана в 1993 бывшим президентом Кипра Георгиосом Василиу как «Движение свободных демократов» (греч. Κίνημα Ελευθέρων Δημοκρατών) и в 1996 преобразовано в нынешнюю партию, объединившись с АДИСОК, группой консервативно настроенных членов Прогрессивной партии трудового народа Кипра. 
В 1996 партия получила на парламентских выборах 5,1 % голосов и 2 места в парламенте из 56, а в 2001 только 2,6 % голосов и одно место. В 2005 Георгиос Василиу ушёл в отставку, и новым председателем партии стал Михалис Папапетру, однако в 2006 партия набрала только 1,6 % голосов и потеряла парламентское представительство, после чего в 2007 Папапетру был заменён Праксуллой Антониаду. 
Хотя партия не имеет представительства в Европейском парламенте, член партии и жена Георгиоса Василиу Андрулла Василиу с 2008 является еврокомиссаром по здравоохранению.